# Бонневілл (округ, Айдахо)
Шаблон:StateAbbr_ 43°23′ пн. ш. 111°36′ зх. д. / 43.38° пн. ш. 111.6° зх. д.
Округ  Бонневілл (англ. Bonneville County) — округ (графство) у штаті Айдахо, США. Ідентифікатор округу 16019.

## Історія
Округ утворений 1911 року.

## Демографія
За даними перепису 2000 року загальне населення округу становило 82522 осіб, зокрема міського населення було 66973, а сільського — 15549. Серед мешканців округу чоловіків було 41147, а жінок — 41375. В окрузі було 28753 домогосподарства, 21463 родин, які мешкали в 30484 будинках. Середній розмір родини становив 3,33.
Віковий розподіл населення поданий у таблиці:
| Стать    | До 15 років | 15-21 | 22-29 | 30-39 | 40-49 | 50-65 | 65-85 | Понад 85 |
| -------- | ----------- | ----- | ----- | ----- | ----- | ----- | ----- | -------- |
| Чоловіки | 11107       | 4936  | 4150  | 5534  | 6139  | 5684  | 3325  | 272      |
| Жінки    | 10489       | 4619  | 4170  | 5526  | 6085  | 5685  | 4133  | 668      |

## Суміжні округи
- Медісон — північ
- Тетон — північ
- Тетон, Вайомінґ — північний схід
- Лінкольн, Вайомінґ — південний схід
- Карібу — південь
- Бінггем — захід
- Джефферсон — північний захід

## Виноски
1. ↑  U.S. Decennial Census. United States Census Bureau. Архів оригіналу за 26 квітня 2015. Процитовано 28 червня 2014.
2. ↑  Historical Census Browser. University of Virginia Library. Архів оригіналу за 11 серпня 2012. Процитовано 28 червня 2014.
3. ↑  Population of Counties by Decennial Census: 1900 to 1990. United States Census Bureau. Архів оригіналу за 30 жовтня 2014. Процитовано 28 червня 2014.
4. ↑  Census 2000 PHC-T-4. Ranking Tables for Counties: 1990 and 2000 (PDF). United States Census Bureau. Архів оригіналу (PDF) за 18 грудня 2014. Процитовано 28 червня 2014.
5. ↑  State & County QuickFacts. United States Census Bureau. Архів оригіналу за 16 квітня 2012. Процитовано 28 червня 2014. [Архівовано 2011-07-17 у Wayback Machine.](англ.) Наведено за англійською вікіпедією.
6. ↑  American FactFinder. Бюро перепису населення США. Архів оригіналу за 26 лютого 2012. Процитовано 31 січня 2008. [Архівовано 2008-05-21 у Wayback Machine.]

| США | Це незавершена стаття з географії США. Ви можете допомогти проєкту, виправивши або дописавши її. |